# Per Floding

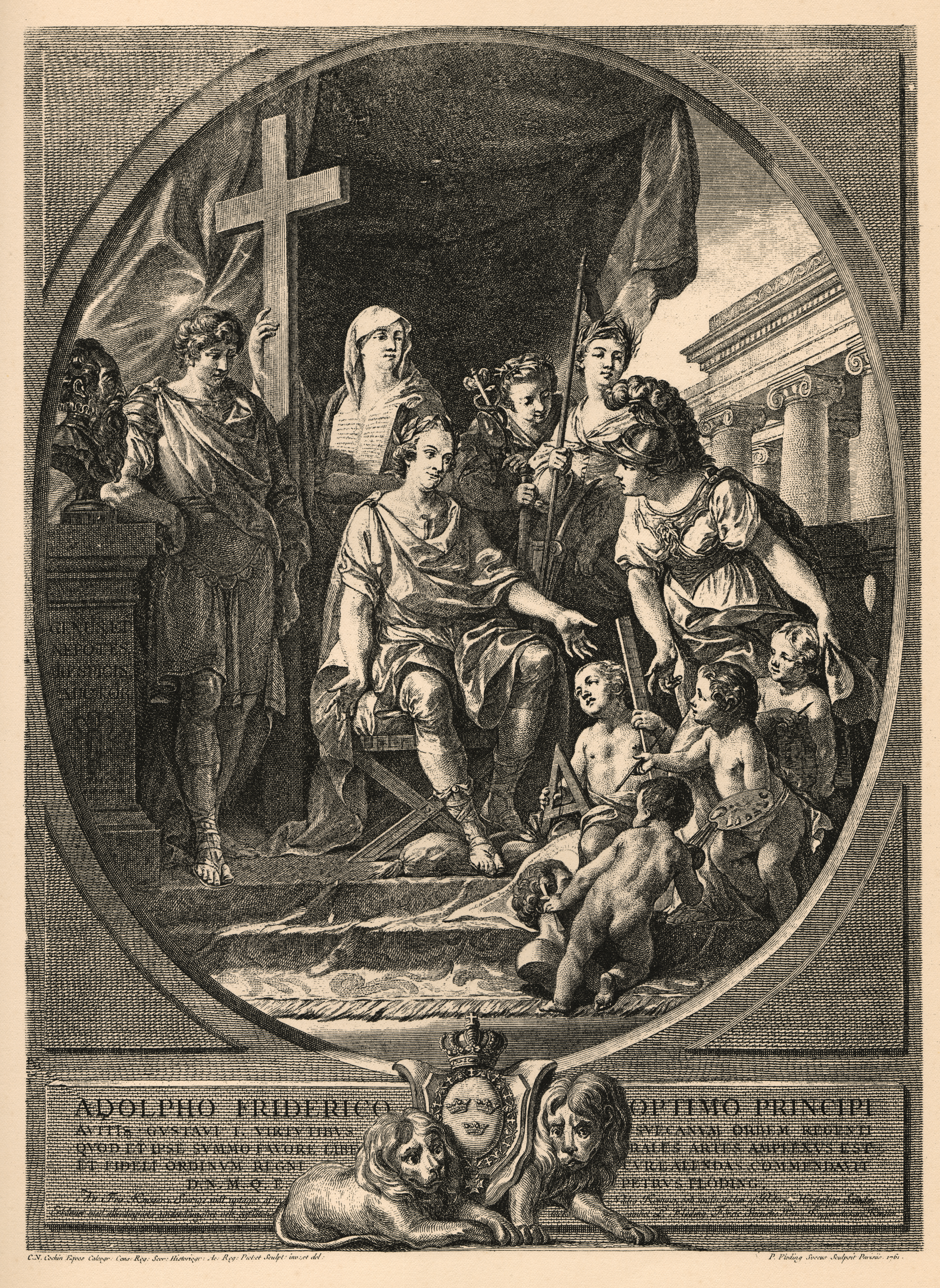
Adolf Fredrik som de fria konsternas beskyddare. Kopparstick 1761.

Per Gustaf Floding, född den 3 mars 1731 i Stockholm, död där den 17 oktober 1791, var en svensk
kopparstickare. 
Vid sexton års ålder antagen till elev hos hovintendenten Rehn, skickades Floding med understöd av
manufakturfonden 1755 till Paris för att lära sig gravyr och arbetade dels vid akademien, dels under handledning av flera utmärkta målare och gravörer. Hastigt utvecklade sig hans rika anlag och i jämbredd med hans framsteg flödade ständernas allt frikostigare understöd. 
Då han 1761 till Sverige hemsänt en gravyr, föreställande Konung Adolf Fredrik på sin thron med ständerna vid sin sida, af Minerva emottagande fyra barn, hvilka framställa Måleriet, Bildhuggeriet, Arkitekturen och Gravyren, väckte detta en sådan belåtenhet, att ständerna anslogo åt honom 2 000 livres årligen och dessutom följande år 600 livres till anskaffande av maskiner och instrument till den av honom 1762 uppfunna "laveringsmetoden". 
1763 utnämnd till Kunglig majestäts gravör och Garde d'éstampes hos kronprins Gustav återkom Floding 1764 till Stockholm, där han började arbeta på inrättandet av en gravyrskola, som även kom till stånd. Den uträttade dock ej mycket, men genom denna skola väcktes tanken på en fullständig konstskola för Sverige till nytt liv, och 1768 upplivades den forna ritareakademien. 
Floding blev professor i teckning vid den nya akademien och skötte sekreteraresysslan samt erhöll 1773 förordnande å dessa befattningar. Floding råkade sedermera i delo med de styrande vid akademien och lät förstå, att det icke stod rätt till med akademiens penningmedel.  Emellertid uppfostrade Floding åtskilliga lärjungar, av vilka Caton och Johannes Snack förtjänar ett omnämnande. 
Förutom den omnämnda gravyren, har Floding efterlämnat en mängd andra arbeten, såsom: Den ömma modern, Sabinskornas bortröfvande, stycken efter Boucher med flera i "laveringsmaner", Roslins, Gustav Vasas och grevinnan Tessins porträtt, Sofvande flicka efter Deshayes, ett större porträtt av Gustav III, med flera, alla vittnande om en stor konstnärlig talang. Floding finns representerad vid bland annat Uppsala universitetsbibliotek och Nationalmuseum i Stockholm.